# Oscar Garré
Oscar Alfredo Garré (Buenos Aires, 9 dicembre 1956) è un ex calciatore argentino, Campione del Mondo con la Nazionale argentina nel 1986.

## Carriera

### Club
Giocò per la maggior parte della sua carriera con il Ferro Carril Oeste, diventandone una bandiera e vincendovi due titoli nazionali. Nel 1988 si trasferì all'Huracán, dove giocò una stagione prendendo parte a 18 gare e andando a segno due volte. Nel 1989 tornò al Ferro, ma nel 1994 andò in Israele a chiudere la carriera, prima all'Hapoel Kfar Saba e successivamente all'Hapoel Be'er Sheva, dove si ritirò a quasi quarant'anni nel 1996.

### Nazionale
Giocò 37 partite con la nazionale di calcio argentina, partecipando alle Copa América 1983 e 1987 e vincendo il mondiale di Messico 1986.

## Palmarès

### Club

#### Competizioni nazionali
- Campionato argentino: 2

Ferro Carril Oeste: Nacional 1982, Nacional 1984

### Nazionale
- Campionato mondiale: 1

Messico 1986